# André Felipe Ribeiro de Souza
André Felipe Ribeiro de Souza oder kurz André (* 27. September 1990 in Cabo Frio) ist ein brasilianischer ehemaliger Fußballspieler.

## Karriere

### Verein
André unterzeichnete zu Beginn des Jahres 2009 einen Profivertrag beim brasilianischen Klub FC Santos. Zuvor spielte er bereits für AD Cabofriense. Beim Pelé-Klub kam er im ersten Jahr zu regelmäßigen Einsätzen und schaffte zur Folgespielzeit den Sprung in die erste Elf, wo er mit seinen Sturmpartner Robinho und Neymar für Tore sorgte. 2010 war André maßgeblich am Gewinn der Staatsmeisterschaft von São Paulo und der Copa do Brasil beteiligt. Beide Finalspiele der Copa do Brasil gegen EC Vitória begann der Stürmer, wurde jedoch jeweils von Trainer Dorival Júnior ausgewechselt. Nach einer guten Saison für André wurden europäische Vereine auf den Angreifer aufmerksam. Schließlich wechselte er im Sommer 2010 für acht Millionen Euro in die Ukraine und unterzeichnete bei Dynamo Kiew einen Vertrag. Bereits nach einem halben Jahr zog es André zum französischen Klub Girondins Bordeaux, wo er bis Sommer auf Leihbasis spielen sollte. Bordeaux hielt zudem eine Option auf Verpflichtung des Stürmers. Sein Debüt in der Ligue 1 gab André dann am 6. Februar 2011 in der Partie gegen Olympique Lyon, als ihn Trainer Jean Tigana drei Minuten vor Schluss für Anthony Modeste einwechselte.
2011 zog es ihn nach Brasilien zurück zu Atlético Mineiro. Das Team aus Belo Horizonte verlieh ihn aber schon im August 2012 an den FC Santos und anschließend ab Mai 2013 an CR Vasco da Gama. 2015 spielte er für Sport Recife und 2016 zunächst für Corinthians São Paulo, bevor er im August des Jahres wieder nach Europa ging. Dieses Mal versuchte er in Portugal bei Sporting Lissabon Fuß zu fassen. Bei dem Klub erhielt er einen Vertrag über drei Jahre. Bereits nach einem halben Jahr, im Februar 2017, kehrte er nach Brasilien zurück, wo er erneut bei Sport Recife unterzeichnete. Im März 2018 wechselte André erneut. Er ging zu Grêmio Porto Alegre.
2020 kehrte André erneut nach Europa zurück. Er unterzeichnete einen Kontrakt bei Gaziantepspor aus der Türkei.
Nach einer erneuten Rückkehr zu Sport Recife wechselte er im Januar 2022 zum Cuiabá EC, verließ den Verein aber bereits am 5. Oktober desselben Jahres. Der Kontrakt wurde im gegenseitigen Einvernehmen vorzeitig beendet.

### Nationalmannschaft
André ist seit 2010 Nationalspieler Brasiliens. Sein Debüt gab der Mittelstürmer am 10. August 2010, nach der enttäuschenden WM in Südafrika, als der brasilianische Verband mit dem neuen Trainer Mano Menezes einen Umbruch in Hinsicht auf die Weltmeisterschaft in Brasilien einläutete. Beim Bekanntwerden des Kaders, am 26. Juli 2010, zum ersten Länderspiel nach der WM 2010, war André einer von insgesamt elf Berufenen, ohne bisherigen Länderspieleinsatz. Schließlich stand der Angreifer in der Startformation Brasiliens und wurde beim 2:0-Erfolg über die USA zur 63. Minute gegen Alexandre Pato ausgetauscht.

## Erfolge
Santos
- Staatsmeisterschaft von São Paulo: 2010
- Copa do Brasil: 2010
- Recopa Sudamericana: 2012

Atlético Mineiro
- Staatsmeisterschaft von Minas Gerais: 2012, 2015
- Copa do Brasil: 2014

Sport Recife
- Staatsmeisterschaft von Pernambuco: 2017

Grêmio
- Staatsmeisterschaft von Rio Grande do Sul: 2019

Cuiabá
- Staatsmeisterschaft von Mato Grosso: 2022